# Тревненска планина
Тревненска е планина, дял от Средна Стара планина, в области Велико Търново, Габрово и Стара Загора, между Шипченска планина и Прохода на републиката.
Тревненска планина се издига в източната част на Средна Стара планина с посока изток-запад, с дължина 15 км. На запад долините на Дряновска река (от басейна на Янтра), седловина висока 1061 м и Мъглижка река (ляв приток на Тунджа) я отделят от Шипченска планина. На изток долината на река Белица (десен приток на Янтра), Проходът на републиката (698 м) и долините на Радова река (ляв приток на Тунджа) и левият ѝ приток Лазова река я отделят от Елено-Твърдишка планина. На юг със стръмни склонове се спуска към Казанлъшката котловина, а на югоизток чрез Дъскарския рид и седловина висока 550 м се свързва с планинския рид Дебелец, който е част от нея. На север по линията от град Трявна до село Вонеща вода преминава условната граница със Средния Предбалкан, която я отделя от Габровските височини.
Билото на планината е плоско с отделни заоблени слабо изразени върхове. Най-висока точка е връх Панагюра (1330,4 м), разположен в западната ѝ част, югозападно от село Борущица. От билото на север между притоците на Дряновска река и Белица и на юг, между Мъглижка река, Ветренска река и Радова река (леви протоци на Тунджа) се отделят дълги странични ридове, които правят ширината на планината по-голяма от дължината ѝ – над 25 км.
Има сложен геоложки строеж. Образувана е върху Твърдишката антиклинала. Изградена е от палеозойски, триаски, юрски, кредни и терциерни скали. Във връзка с геоложкия ѝ строеж е и наличието на големи залежи от черни въглища – Балкански въглищен басейн (в района на село Кръстец). Преобладават кафявите горски, сивите горски и канелените почви. Обрасла е с букови гори, които по южните склонове са примесени с габър.
В югозападното и северозападното ѝ подножие са разположени градовете Мъглиж и Плачковци, а поради малката ѝ височина и удобни долинни разширения, в цялата планина има няколко десетки малки селца и махали.
В планината са изградени седем хижи: „Ивайло“, „Армеец“, „Планинец“ и „Българка“ в най-западната ѝ част в близост до стиковката ѝ с Шипченска планина, а в източната ѝ част – хижите „Грамадлива“, „Химик“ и „Предела“. Създадени са резерватите „Българка“ и „Мъглижка клисура“ и защитените местности „Студен кладенец“, „Виканата скала“, „Мечата дупка“, „Милева скала“ и „Топлата дупка“.
В най-източната ѝ част, през Прохода на републиката, на протежение от 36,6 км преминава участък от второкласен път № 55 от Държавната пътна мрежа Дебелец – Нова Загора – Свиленград.
През средата на планината, от село Дъбово до град Трявна, на протежение от 46,7 км – участък от третокласен път № 609 от Държавната пътна мрежа Дъбово – Трявна – Дряново – Буря. В участъка между селата Борущица и Кръстец пътят не е изграден, представлява полски (горски) път и е проходим само за джипове.
Успоредно на третокласен път № 609, от Трявна до Дъбово през гара Кръстец (най-високата гара в Стара планина – 880 м) преминава и участък от трасето на жп линията Русе – Стара Загора – Подкова.

## Топографска карта
- Лист от карта K-35-39. Мащаб: 1 : 100 000.
- Лист от карта K-35-40. Мащаб: 1 : 100 000.
- Лист от карта K-35-52. Мащаб: 1 : 100 000.